# TurnOn
TurnOn est un jeu vidéo de plates-formes développé et édité par Brainy Studio et sorti le 1er juin 2016 sur Xbox One, Windows Phone et PC,,.

## Accueil

### Récompenses
En 2014, le prototype de TurnOn a été vainqueur dans la catégorie Jeux de l'Imagine Cup 2014.